# Cerkiew Zaśnięcia Najświętszej Marii Panny w Leżajsku
Cerkiew Zaśnięcia Najświętszej Marii Panny w Leżajsku – zabytkowa cerkiew greckokatolicka, wzniesiona w latach 1828–1832.
Od 1982 rzymskokatolicki kościół filialny (szkolny) parafii Trójcy Przenajświętszej w Leżajsku przy Rynku (ale z adresem ul. Jarosławska 2).

## Historia
Budowę świątyni poprzedził zakup ziemi pod cerkiew w 1550 od Królowej Bony. Pierwsza cerkiew w obecnym miejscu została wzniesiona w latach w 1684–1686, druga z 1720 spłonęła w 1811. Obecnie istniejącą zbudowano w latach 1828–1832 pod wezwaniem Zaśnięcia Najświętszej Marii Panny. Po spaleniu w 1874 została odbudowana już rok później, a następnie gruntownie restaurowana w 1900, kiedy to otrzymała obecny wygląd i nowy wystrój wnętrza. Cerkiew słynęła z ikony Matki Boskiej z 1623 sciągającej tłumy pątników, uważanej za cudowną. Po wojnie, w latach 1946–1955, zamieniona po raz pierwszy na kościół rzymskokatolicki filialny (szkolny) parafii Trójcy Przenajświętszej w Leżajsku, a następnie na magazyn. Od 1981 stała się ponownie kościołem filialnym (szkolnym) pw. Jezusa Miłosiernego.
To nieduża jednonawowa budowla z węższym prezbiterium, utrzymana w typie eklektycznym. Fasada z pozornym ryzalitem środkowym, zakończona murem attykowym z trzema szczytami. W środkowym mieści się wnęka z ikoną Matki Boskiej z Dzieciątkiem. Wewnątrz resztki starej polichromii figuralno-ornamentalnej autorstwa lwowskiego malarza Chomiaka, przemalowanej w 1981. Urządzenie wnętrza nowe. Obok kościoła dzwonnica z 1939. Teren przykościelny jest ogrodzony murem i płotem.